# Соларни календар
Соларни календар је календар чији датуми/надневци указују на положај Земље током њене револуције око Сунца, одн. привидни положај Сунца приликом његовог кретања по небеској сфери. Грегоријански календар, широко прихваћен као стандард у свету, је пример соларног календара. Главне друге врсте календара су лунарни и лунисоларни календар, чији месеци одговарају циклусима Месечевих фаза. Месеци грегоријанског календара не одговарају циклусима Месечеве фазе.
Сматра се да су Египћани били први који су развили соларни календар, користећи као фиксну тачку поновно појављивање Пасје звезде – Сиријуса или Сотиса – на источном небу, што се поклопило са годишњим изливањем реке Нил. Они су направили су календар од 365 дана, који се састоји од 12 месеци од по 30 дана, са 5 дана додатих на крају године. Међутим, неуспех Египћана да узму у обзир додатни делић дана довео је до тога да њихов календар постепено акумулира грешке.

## Тропски соларни календари
Ако се положај Земље (или Сунца) прати у односу на еквинокс, (равнодневицу, пролећну или јесењу), онда датуми указују на годишње доба (чиме су синхронизовани са деклинацијом Сунца). Такав календар се зове тропски соларни календар.
Средња календарска година таквог календара апроксимира неки облик тропске године (типично средњу тропску годину или годину пролећне равнодневице).
Следећи календари су соларни:
- Грегоријански календар[5][6][7][8]
- Јулијански календар[9][10]
- Бахаистички календар[11][12][13]
- Коптски календар[14][15][16]
- Ирански календар[17][18][19]
- Малајаламски календар
- Тамилски календар
- Тајландски соларни календар

Сви ови календари имају годину од 365 дана, која се повремено продужава за један дан, током преступне године.

## Сидерални соларни календари
Ако се положај Земље рачуна у односу на положај непокретних звезда, онда датуми указују на зодијачко сазвежђе близу којег се налази Сунце. Такав календар се назива сидерални соларни календар.
Средња календарска година таквог календара апроксимира сидералну годину.
Хинду календар и Бенгалски календар су сидерални соларни календари. И они обично имају годину од 365 дана и повремено додају један дан у преступној години.

## Несоларни календари
Од календара који нису соларни, имамо исламски календар који је чисто лунарни календар, као и календаре који су синхронизовани са синодичким периодом Венере или са хелијакалним изласцима звезда.

## Лунисоларни календари
Лунисоларне календаре можемо сматрати за соларне календаре, мада њихови датуми указују још и на месечеве мене. Пошто типични лунисоларни календар има годину састављену од целог броја лунарних месеци, он не може указати на положај Земље на орбити око Сунца тако добро као чисто соларни календар.